# Pali-Aike
Pali-Aike je vulkanické pole na jihu Patagonie, na hranicích Chile a Argentiny v regionu Magallanes a Chilská Antarktida, asi 150 km severovýchodně od města Punta Arenas v jižním Chile.

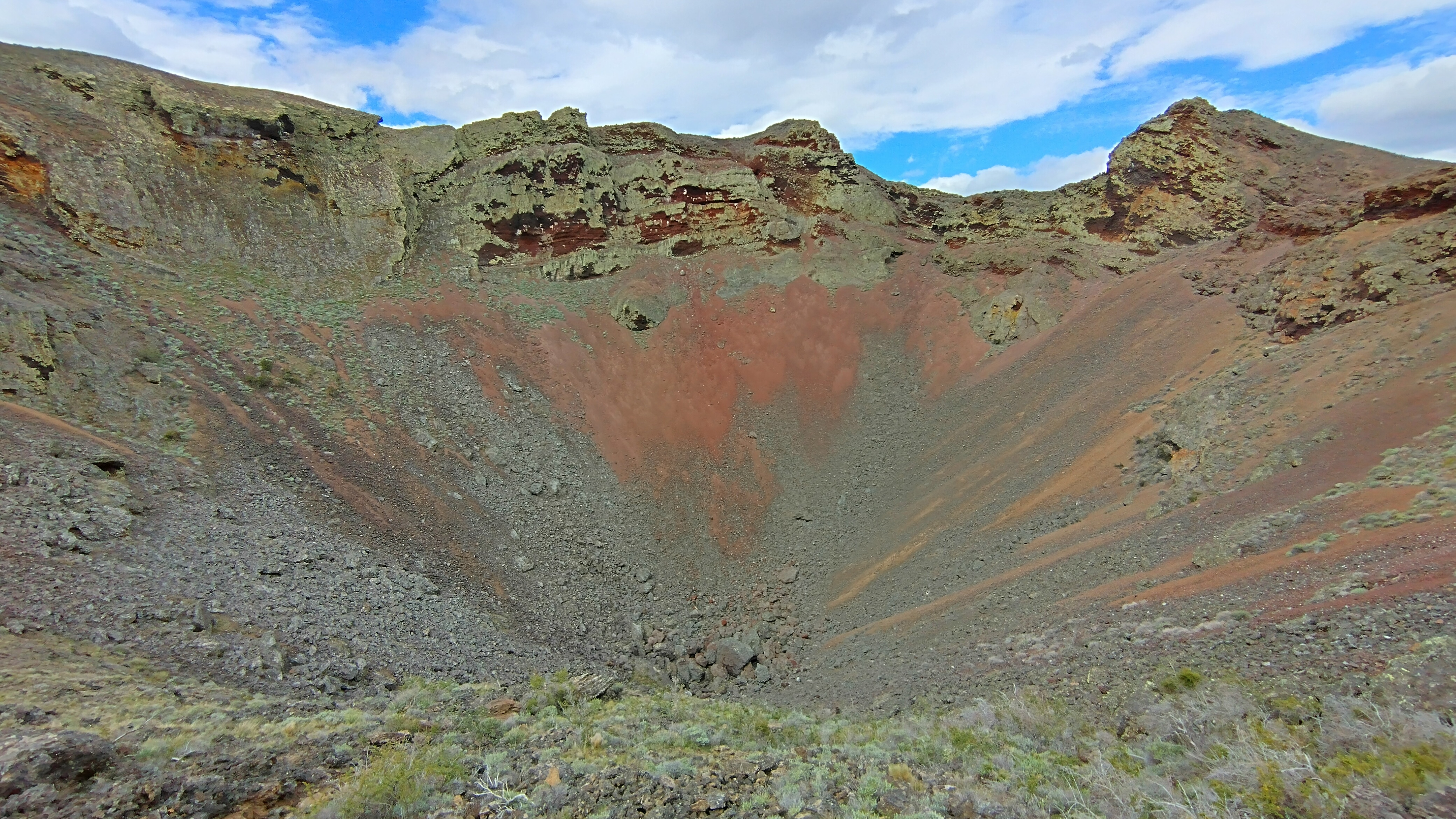
Kráter Pali Aike

Komplex se rozkládá na ploše 3000 km2 a je tvořen několika maary, čedičovými sypanými kužely a lávovými proudy. Jeho stáří se odhaduje na konec pleistocénu nebo holocén. Část sopečného pole na území Chile je od roku 1970 chráněná jako Národní park Pali Aike se sídlem správy v San Gregoriu.